# Hidegcsepp

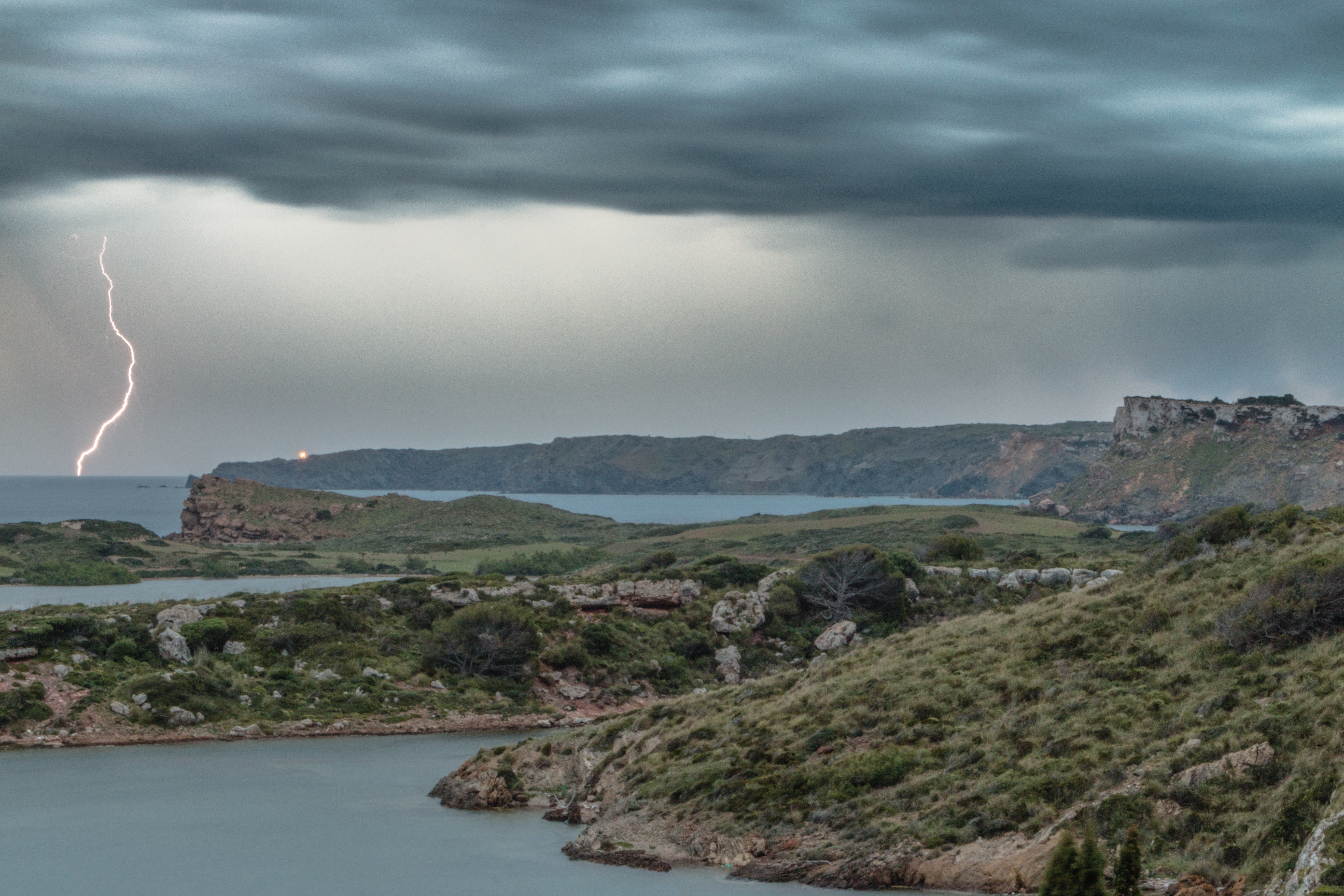
Vihar közeledik Menorca szigetéhez

A hidegcsepp, vagy DANA (Depresión Aislada en Niveles Altos) egy évente megjelenő meteorológiai jelenség, amely általában az ősz és a tavasz kezdeteivel esik egybe a Földközi-tenger nyugati részén. Különösen Spanyolországban, azon belül pedig a keleti partvidéken és a Baleár-szigeteken tapasztalható, bár hatásai a szárazföld belsőbb területein is érezhetők. Általánosságban elmondható, hogy a hidegcsepp annak az eredménye, hogy egy hideg sarki légfront nagy magasságban (jellemzően 5-9 km) lassan halad Nyugat-Európa fölött, és összeütközik a Földközi-tenger melegebb és nedvesebb levegőjével, erős és károkat okozó viharokat generálva ezzel. A meteorológiában a hidegcsepp kifejezés a légkör felsőbb szintjein található korlátozott mennyiségű hideg levegőre utal, amelyet az időjárási térképen zárt izotermákkal körülvéve ábrázolnak; ez a jelenség a kolumbiai Karib-tenger partján fekvő Sierra Nevada de Santa Marta környékén is megfigyelhető, tekintettel a part menti hegység magasságára, amelynek csúcsai több mint 5000 méterrel vannak a tengerszint felett.

## Leírása

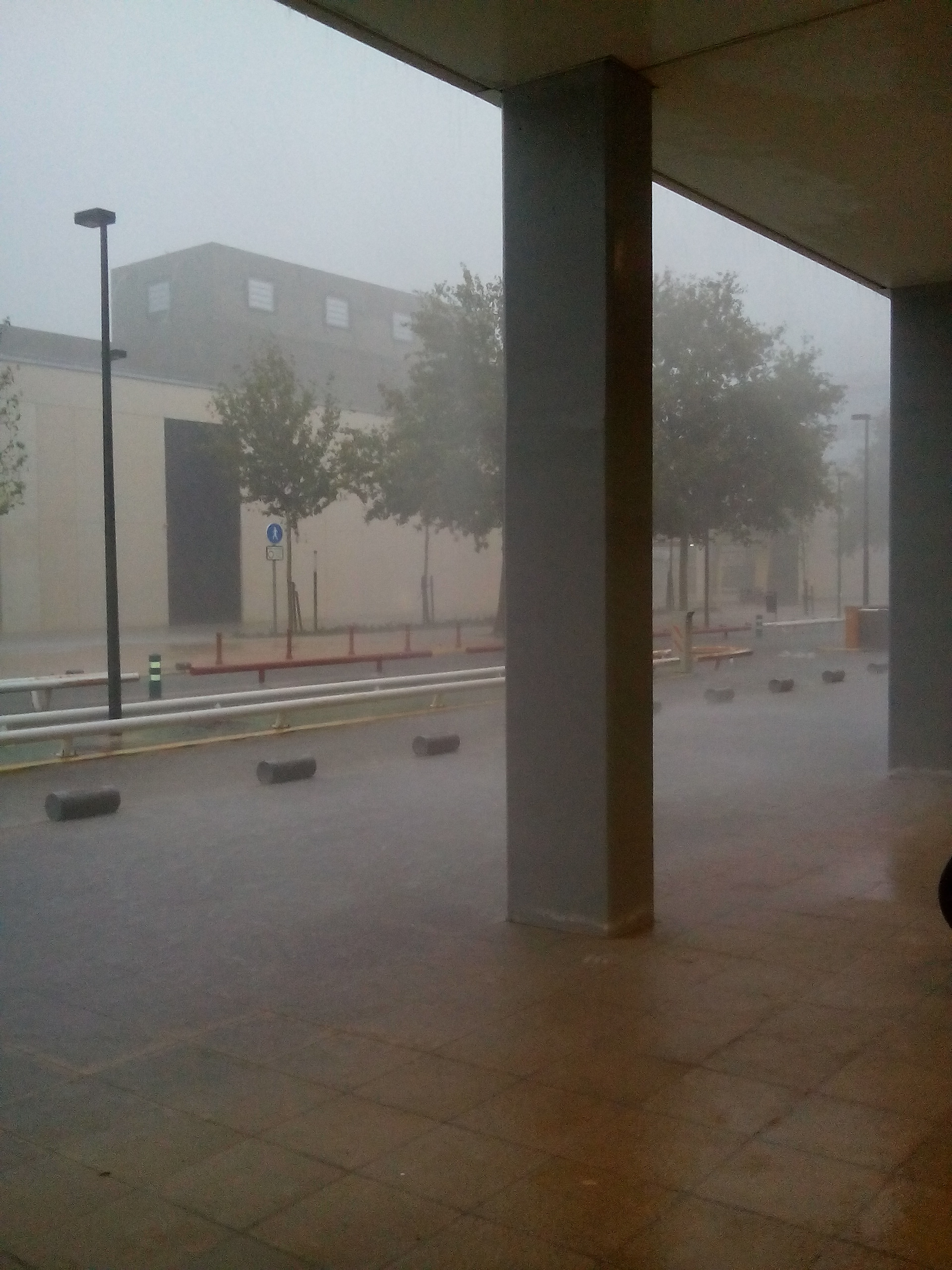
Felhőszakadás Valencia városában 2013. szeptember 13-án

Günter D. Roth a hidegcseppet 5000 és 10000 méteres magasság közötti anticiklonként határozza meg. A mag nagyon hideg levegőből áll. Zivatarokat és nagyon hideg esőt okoz. Bár alapvetően helyes, ez a meghatározás két okból nem kielégítő: először is, nem anticiklonról van szó, hanem éppen ellenkezőleg, azaz egy izolált magaslégköri depresszióról, ezért a megfelelőbb meteorológiai elnevezés a DANA, azaz Depresión Aislada en Niveles Altos, amely akkor alakul ki, amikor az általános nyugati cirkulációban (a középső szélességi körök esetében) törés következik be, és így a futóáramlat egy leszálló ágat hoz létre, amely elszigetelődik az általános cirkulációtól. A sarki futóáramlatnak az alacsonyabb szélességi körökbe való behatolása hideg levegő "cseppjét" hozza létre, amelyet egy nagy meleg légtömeg (szubtrópusi anticiklon) vesz körül. Ez a függőleges hőmérsékleti gradiens következményeként a meleg, nedves levegő nagy tömegének felemelkedéséhez vezet a középső és felső légköri rétegekbe. Másodszor, a "nagyon hideg eső" kifejezésnek nincs értelme: a csapadék mindig annak a levegőnek a hőmérséklete, ahol kialakul. Gyakran előfordul, hogy a légoszlop emelkedése olyan gyors, hogy nagyon hirtelen lehűl, és jégeső keletkezik. Ezért a jelenséget legjobban a DANA névvel illetik, és eredete - ahogy a rövidítés is jelzi - mindig a légkör felsőbb szintjein található. Az e magaslégköri depresszióval kapcsolatos hatások különösen a tengerparti területeken érzékelhetőek, ahol a csapadék a szokásosnál magasabb hőmérsékleten koncentrálódik, ami a meleg, nedves levegő felemelkedését eredményezi, amely nagyon intenzív és hosszan tartó esőt hoz létre. 
A hidegcsepp több 100, de akár 1000 km átmérőjű is lehet. Homogén és a környező tömegektől elválasztó frontvonal nélkül, és döntő befolyással van az időjárásra. A hidegcsepp általában egy olyan zárt légköri cirkulációhoz vezet, amelyben nincs meghatározó szélkomponens, mivel az kirekesztődik az általános nyugati cirkulációból. Magas légköri szinteken elszigetelt hullámvölgy alakul ki.
A "hidegcsepp" kifejezés nem tévesztendő össze a mezoskálán keletkező, zivatar vagy felhőszakadás alatti hideg légtömegekkel, amelyekben a szilárd vagy folyékony csapadékot hideg légtömegek szállítják a felszínre abból a környezetből, amelyben a csapadék keletkezett.  Mivel a hideg levegő sűrűbb, mint a meleg levegő, képes felhalmozódni a felszínen, és egy "hideg légkupolát" képez, amelyet hideg légzsebeknek is nevezünk, és mivel a hideg levegő alulról felfelé halmozódik, termikus inverzió jön létre. A környező meleg levegővel való határon azonban "széllökésfront" alakul ki, amely elválasztja a két légtömeget. 

## A kifejezés eredete
A hidegcsepp eredete 1886-ban jelenik meg a német iskolában, amely bevezette a Kaltlufttropfen gondolatát, ami lefordítva „hideg levegőcsepp”. A definíció a következő volt: „a felszínen nem tükröződő, markáns mélyedés, amelynek középső részén a leghidegebb levegő található.” Később, a megfigyelési módszerek tökéletesedésével kiderült, hogy a magaslégköri depresszióknak nem feltétlenül kell alacsonyan és a felszínen tükröződniük. Valójában a DANA vagy "hidegcsepp" konfigurációban a felszínen uralkodó hatásközpont egy anticiklon vagy legfeljebb egy termikus mélypont, amelyek akkor alakulnak ki, amikor a felszíni légtömegek a felszínt felmelegítő erős naptevékenység hatására kitágulnak. A hidegcsepp kezdeti és alapvető koncepciója nem foglalkozott a hidegcsepp kialakulásával, és természetesen a légkör megfigyelésének és elemzésének új módszereinek (szondázások, felszíni és magassági megfigyelések, műholdak, numerikus modellek, új dinamikai elméletek stb.) megjelenésével megfigyelt egyéb jellemzőkkel sem. Ezért ez a kifejezés elavulttá vált, és gyakorlatilag az összes meteorológiai iskola használaton kívül helyezte. A kifejezés csak származási országában, Németországban (mint Kaltlufttropfen)  és Spanyolországban (mint Gota Fría, vagy DANA) maradt használatban, ahol a médiában népszerűsítették. Az évek során és a 20. század közepén a hidegcseppre egy másik, pontosabb kifejezést alkottak, amelyet az angolszász terminológiában cut-off low-nak vagy izolált depressziónak neveztek, amelynek definíciója:
Olyan zárt magaslégköri depresszió, amely teljesen elszigetelődött és elkülönült a jet-áramláshoz kapcsolódó légköri cirkulációtól, és amely ettől az áramlástól függetlenül mozog, néha helyhez kötött vagy akár hátráló irányba is elmozdulhat (elmozdulása ezekben az esetekben kelet-nyugati irányban történik).
Amint látható, ez a meghatározás tartalmazza az ilyen típusú helyzetekhez kapcsolódó alapvető elemeket, amelyek az elszigeteltség, a különállás és a szinguláris mozgás, amely független a futóáramlat keringésétől, ahol keletkezett. Ebben az új, vagy megújított koncepcióban nem tesznek említést sem az esetleges felszíni visszaverődésekről (ebben az esetben már nem DANA, mivel nem csak magas szinten, hanem egy izolált hideg széllökés lenne), sem a hatásokról, amelyek potenciálisan kapcsolódhatnak hozzá. Spanyolországban ezt a kifejezést DANA (Depresión aislada en niveles altos) néven alkották meg. A "magaslégköri" fogalmát azért adták hozzá, hogy kiküszöböljék a félreérthetőséget, amelyet a csak alacsony szinteken (termikus mélypontokon) előforduló más anyagokkal való összetévesztés okozhat. 
Hivatalosan a hidegcsepp kifejezést az AEMET döntése értelmében teljesen elutasították. Napjainkban azonban a kifejezés még mindig (tévesen) megmaradt a köznyelvi szóhasználatban, és olyan zavarokra utal, amelyek néhány órán vagy napon át tartó, kivételesen heves és intenzív csapadékot okozhatnak, jelentős elektromos aktivitással és jégesővel kísérve, amelyek kis vagy közepes területeket érintenek, és kiszámíthatatlan pályát követnek, heves esőzéseket és erős szelet okozva. 

## A jelenség kialakulása és hatásai

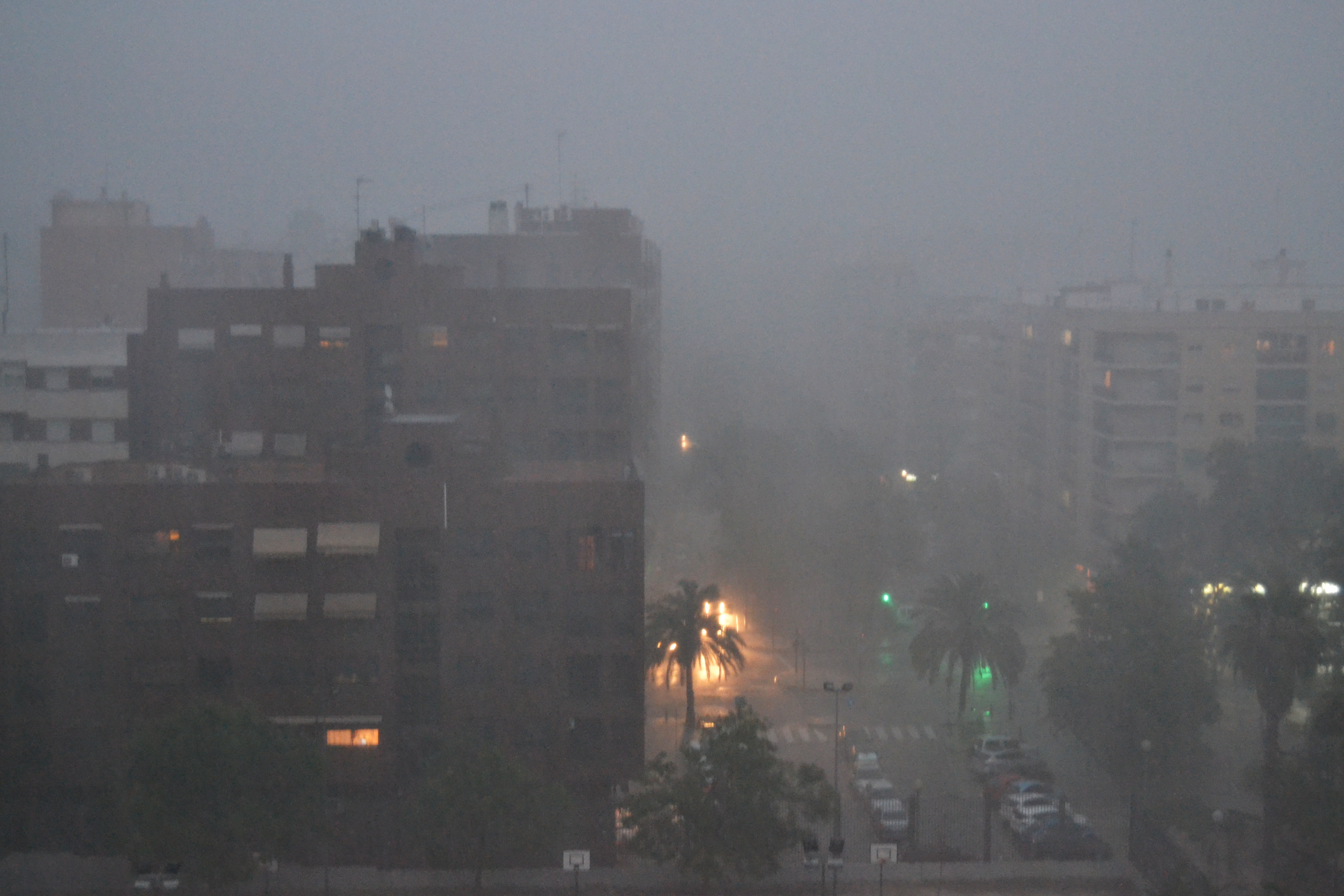
Heves esőzés Algirós körzetében (Valencia)

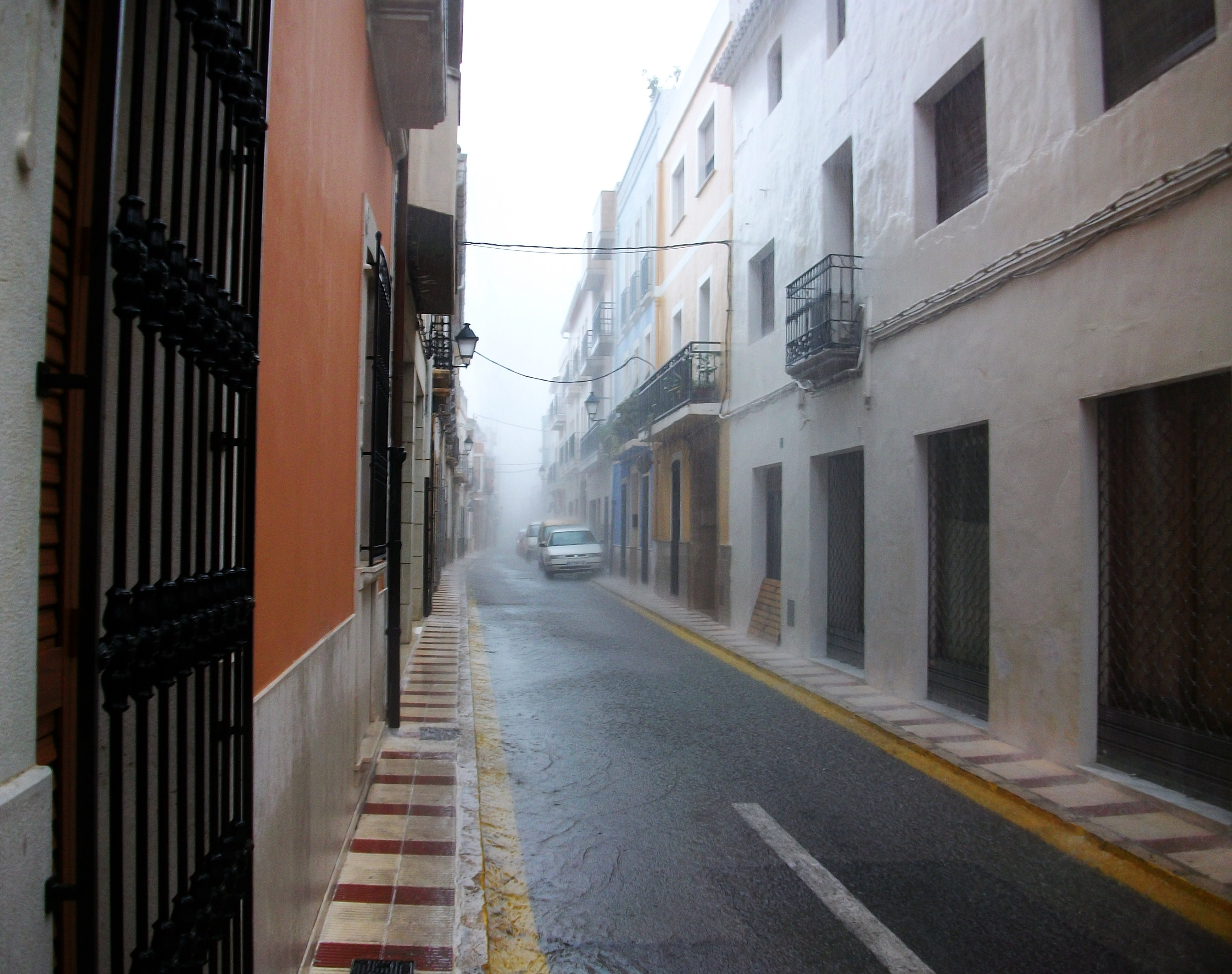
Árvíz Gata de Gorgos utcáin

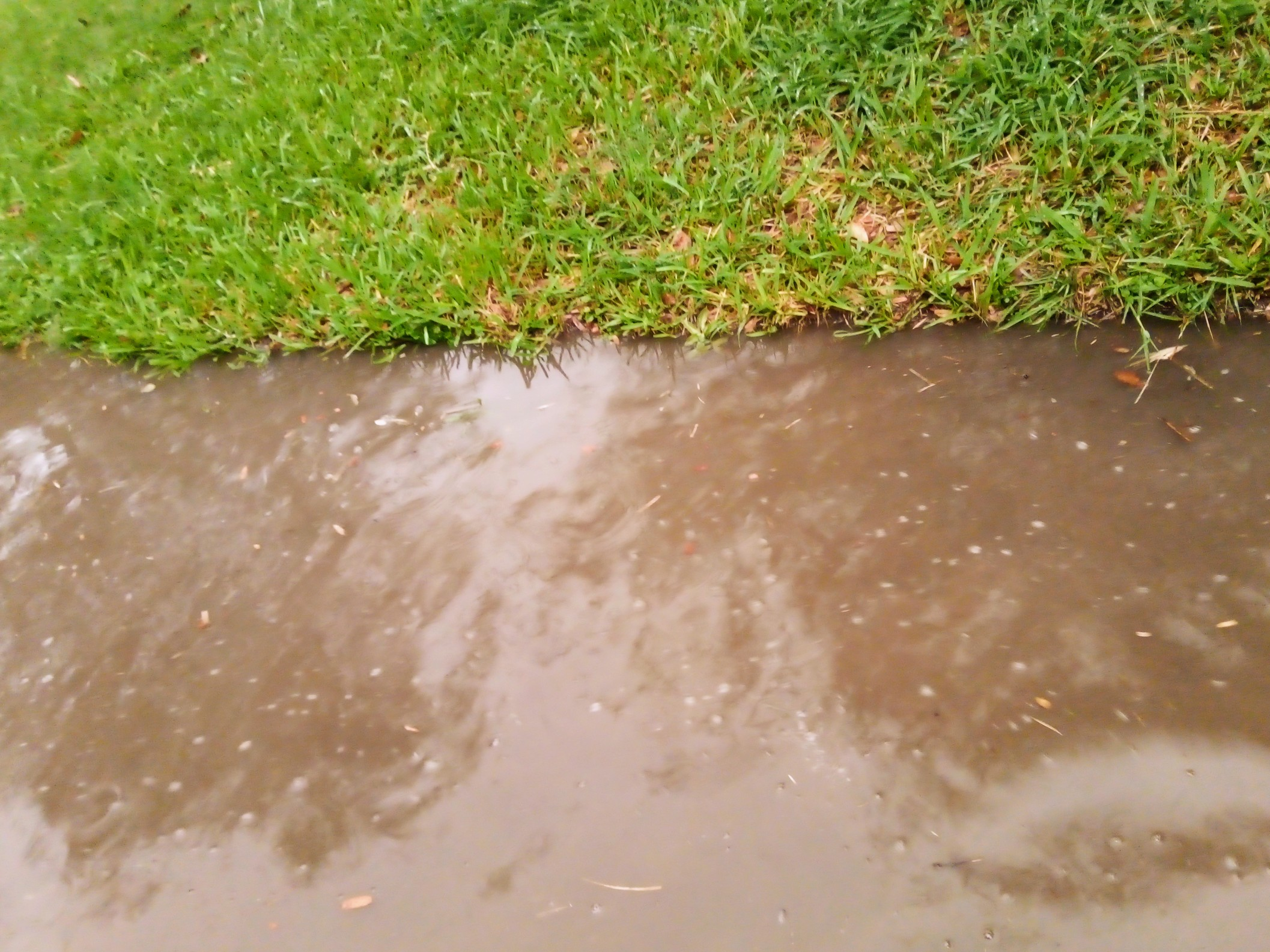
Villámárvizek Északkelet-Mexikóban a térség közelében kialakult DANA miatt

Eredete, szorosan kapcsolódik a sarki futóáramlathoz, a jet streamhez vagy egyszerűen a poláris futóáramlathoz. Ez a futóáramlat szakadáson megy keresztül, ami a hideg levegő egy kis részének elszigetelődését eredményezi az általános keringéstől, amely egyértelműen melegebb környezetben helyezkedik el. A futóáramlat ilyen módon történő megszakadása több okból is bekövetkezhet: először is figyelembe kell venni, hogy egy ilyen légköri konfiguráció kialakulásához alacsony zonális cirkulációs indexnek kell lennie, azaz a futóáramlatnak sok gerincet és mélyedést kell tartalmaznia, és egyértelműen hullámzónak kell lennie. Ez főként nyáron fordul elő, amikor kicsi a vízszintes hőgradiens. Következésképpen a futóáramlat lassabban áramlik, könnyebben "kanyaroghat" és északabbra áramlik, ami a sarki frontok északi irányú elmozdulását okozza.
Így vályúk keletkeznek, amelyek déli irányú elmozdulásuk során leválhatnak a futóáramlatról, és hidegcseppé alakulhatnak. Másodszor, létezik egy bizonyos légköri konfiguráció, amely szintén alacsony zonális cirkulációs index mellett jön létre, az úgynevezett "zárt rendszerű konfiguráció". Ilyen konfiguráció akkor jön létre, amikor az áramlat két ágra ágazik, amelyek belső zónájában egy zárt anticiklon marad. Amikor ez az elágazás bekövetkezik, a déli ág hajlamosabb leválni a áramlatról, és kialakul az úgynevezett DANA vagy "hidegcsepp".
A hidegcsepp, mint minden más vihar vagy depressziós rendszer, a konvekció révén felemelkedő légtömegeket ciklonális fordulatra kényszeríti. A DANA-t vagy "hidegcseppet" ugyanúgy két részre oszthatjuk, mint egy mélyedés esetében: a keleti és a nyugati szélére. Bármely depressziós rendszer futóáramlatának keleti széle egyértelműen a leginstabilabb, ez a magasságban divergens perem, vagyis a mélyedés csúcsáról vagy a hidegcsepp déli szakaszáról induló geostrofikus szél gyorsabb, mint maga a csúcsszél, ami a légtömegek vákuumát hozza létre a felső rétegekben. Ezt az emelkedő légtömegek segítségével éri el, mivel konvektív mozgások jönnek létre, amelyek a legintenzívebb viharokat váltják ki.  
A nyugati peremén ennek az ellenkezője történik, a rendszer csúcsához közeledő szél gyorsabb, mint maga a csúcsszél, a magasságban konvergencia van, amelyet egy süllyedő mozgással érnek el, ami nagyobb stabilitást eredményez. A hidegcsepp hatása annál jelentősebb lesz, minél magasabb a tengervíz hőmérséklete, mivel a meleg levegő kisebb sűrűsége miatt a vízgőz hirtelen felemelkedik és kondenzálódik, gyorsan nagy magasságú (általában 10 km-nél nagyobb) felhőket képezve, amelyek szinte mindig cumulonimbus típusúak.
Világossá kell tenni, hogy a DANA vagy "hidegcsepp" kialakulásával kapcsolatos észrevehető hatások nem csak a tengerparti területeken jelentkeznek, bár igaz, hogy ott a magasabb páratartalom és a függőleges hőmérsékleti gradiens miatt jobban érzékelhetőek. Hatásuk azonban érezhető a kontinentális felszíneken, ha azokon jelentős relatív páratartalom és függőleges hőgradiens értékek vannak.
A DANA vagy "hidegcsepp" konfigurációk az év bármely szakában kialakulhatnak, hatásuk azonban jobban érzékelhető a nyár végén és kora ősszel, ugyanis ekkor a körülmények adottabbak a kialakuláshoz. A közhiedelem szerint viszont csak az évnek ebben az időszakában fordulnak elő, mert hatásuk ebben az időszakban jobban érezhető, mint bármely más időszakban, ami helytelen érv. Ki kell emelni, hogy a DANA konfigurációk bármelyik hónapban előfordulhatnak anélkül, hogy sokszor kedvezőtlen meteorológiai jelenségeket hoznának magukkal.
A Földközi-tenger partvidékén szeptember és november között általában a legösszetettebb meteorológiai jelenségeket regisztrálják az egész Ibériai-félszigeten, ahol több okból kifolyólag ilyen a konfiguráció.
- Először is, nem szabad elfelejteni, hogy ezekben a hónapokban a víz hőmérséklete magas, ami a vele érintkező légtömegeket ugyanúgy felmelegíti, a levegő pedig nem túl sűrű és nagyon hajlamos az emelkedésre, amint léteznek kiváltó mechanizmusok, mint például a futóáramlat keleti ágához kapcsolódó "hidegcsepp" vagy DANA magassági divergenciája. Így amikor a félszigettől nyugatra egy hidegcsepp helyezkedik el, annak előoldala (amely a Földközi-tenger partvidéke felett helyezkedik el) a meleg, nedves levegő tömegeit a légkör felsőbb rétegeibe hajtja, ahol találkoznak a depresszió magját alkotó hideg levegővel, gyors és mély konvekciót hozva létre, amely cumulonimbus felhőket vagy nagy függőleges kiterjedésű felhőket hoz létre. Ezek viszont özönvízszerű esőzésekhez vezetnek, amelyeket főként zivatarok és jégeső kísér.
- Másodszor, fontos, hogy egy keleti szél fújjon, amely a felmelegedett mediterrán térségből a partvidék felé, illetve a partvidékről a szárazföld belseje felé nagymértékű nedvességadvekciót eredményez.
- Harmadszor, a domborzat is döntő szerepet játszik, mivel amikor ez a keleti szél a szárazföld belsejébe tör, hegyvidéki rendszerekkel találkozik, amelyek arra kényszerítik ezeket a potenciálisan instabil légtömegeket, hogy feljebb emelkedjenek és gyorsabban kondenzálódjanak.

A környezeti hőmérséklet fontos, mivel minél magasabb a környezeti hőmérséklet, annál nagyobb a függőleges hőmérsékleti gradiens.
A körülményeknek ez a számítása az, ami szinte tökéletesen összekapcsolja a "hidegcsepp" illetve a DANA kifejezéseket a Földközi-tengerrel ebben az időben. Azonban nem ez az egyetlen régió, amelyre ez a konfiguráció hatással lehet, mivel a fennsíkokon a nagy napszakos felszíni felmelegedéshez kapcsolódóan nagy függőleges hőmérsékleti gradiens is kialakul. A Földközi-tenger felől viszont a nedvesség advekciója is létrejöhet (szórványosabban érkezik és keletről nyugatra csökken), mindez pedig vihartevékenységet generálhat, amely a félsziget belsejében is fokozódik.
A hidegcseppek tehát a futóáramlat hatására minden középső szélességi fokon gyakoriak, de mint az, különösen fontosak a mediterrán éghajlaton, ahol a tenger bőséges nedvességet biztosít, és rövid ismétlődési idejük miatt az éghajlat csapadékrendszerének jellegzetes vonásának tekinthetők.
A spanyol Földközi-tenger partvidékén, különösen a Valenciai Közösségben és Murcia régióban, az erőssége akár pusztító is lehet, tucatnyi vihar sorozatot produkálva, alig hagyva köztük szünetet, nagyon erős széllel (bár nem túl elterjedt, figyelembe véve, hogy ez a depresszió nem tükröződik a felszínen),  nem találunk egymáshoz nagyon közel olyan izobárokat, amelyek nagyon közel vannak egymáshoz, ami erős szelekre utalna; az erős szelek ebben az esetben a mezoskála feltételeinek és a csapadéknak köszönhetőek, amelyek képesek meghaladni az intertrópusi zónában a medreket feltöltő viharok által okozott csapadékot, ami nagyon súlyos áradásokat okoz. Ezek a jelenségek Katalóniában is gyakoriak. 
Összefoglalva, a hidegcsepp egy olyan jelenség, amelyet a közhiedelem (tévesen) csak a Földközi-tengerhez köt, mivel hatásai ebben a régióban jobban érzékelhetőek, mivel itt nagyobb a hőmérsékleti különbség, mint más területeken.  A tenger nyáron nagyon felmelegszik, és a parthoz közeli területeken a harminc fokot is megközelítheti, de amikor beköszönt az ősz, a felsőbb rétegekben általában hideg légtömegek áramlanak a térségbe. Mivel a Földközi-tenger feletti melegebb levegő könnyebb, gyorsan emelkedik. Ha ezen a ponton keleti szél fúj, amely több nedvességet hoz és a szárazföldre sodorja, akkor kibontakozik az ereje. A hidegcsepp, akárcsak a hurrikánok, a tenger energiájától függ, így a legerősebb szelek és a legnagyobb csapadék általában a partvidéken fordulnak elő, akárcsak a hurrikánok. A hideg csepp forog, és sokszor még a „szeme” is megpillantható a közepén. 
A hidegcsepp rendkívül veszélyes meteorológiai jelenség azokon a területeken, ahol megjelenik. A félsziget keleti partjainál mindig is az ilyen típusú jelenségek idején volt a legnagyobb őszi csapadék, amelyek súlyos áradásokat, eróziókat, számos áldozatot és jelentős pusztítást okozhatnak, vagy akár kiterjedt területeken, mint például Murcia városában 1876-ban. Szélsőséges intenzív esőzések is előfordulnak, mint például 1987-ben Gandíában (Valencia), amikor a csapadékmennyiség meghaladta az 500 l/m²-t, ami alig több, mint amennyit a térségben egész évben esik.
A szél a tengerparton elérheti a 140 km/h-t is, ami fákat dönt ki, de a szárazföld belsejében jelentősen csillapodik. 
A keletkező viharhullámok tönkretehetik a strandokat, csónakokat és sétányokat, a tenger a szárazföldre is betörhet, és akár a part menti telephelyeket is tönkreteheti. A viharhullámok nem olyan erősek, mint a hurrikánoké, de még így is képesek 1 méterrel vagy annál is többel megemelni a tengerszintet, elnyelve a strandokat és a sétányokat. A hullámok általában több mint 4-5 méter magasak, a rövid hullámhosszuk miatt nem túl magas, de nagyon erős hullámok.

## Jelentős hidegcseppek

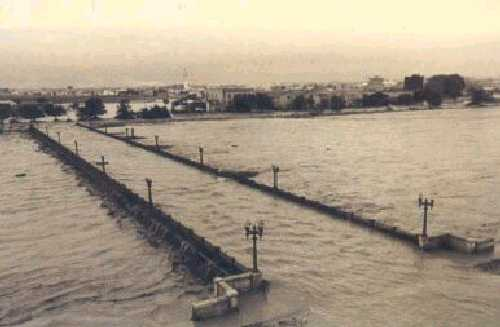
A Turia folyó áradása Valencia városában (1957)

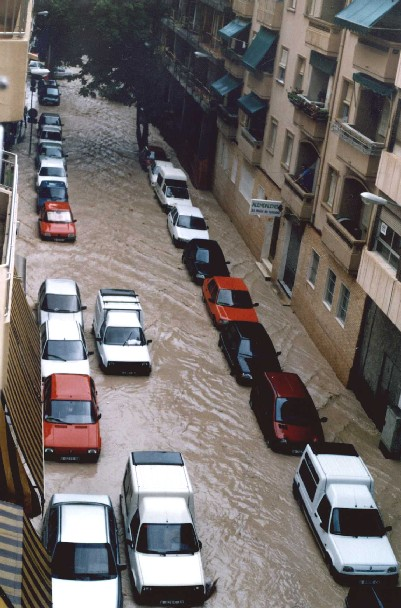
Az 1997. szeptember 30-i hidegcsepp hatásai Alicante városában, ahol rövid idő alatt több mint 270 mm eső esett. A kép a Calle del Arquitecto Morell utcában készült

### Spanyolország
- 1879. október 15.  Santa Teresa árvíz, amely több mint 1000 emberi áldozatot követelt Murcia, Almería és Alicante tartományokban.[16]
- 1891. szeptember 11-én egy hirtelen jött hidegcsepp szinte egész Almería tartományt elpusztította, folyókat és vízmosásokat árasztott el. Több tucat ember halt meg. Ezt követően úgy döntöttek, hogy becsatornázzák a Belén-folyót, amely Almería városán halad keresztül.[17]
- 1891. Toledo.[18]

- 1957. október 14. Nagy árvíz Valenciában.  Valencia városát elöntötte az árvíz, amely legalább 81 ember halálát és hatalmas anyagi károkat okozott. Ez vezetett az új Turia folyómeder megépítéséhez, amely terjedelmét és méretét tekintve figyelemre méltó mérnöki teljesítmény.[19]
- 1962. szeptember 25. Barcelona (árvíz a Llobregat és a Besós folyó medencéjében), Castellón (Rambla de la Viuda) és a Baleár-szigetek (Palma de Mallorca és Andrach) .[20]
- 1973. október 19. Murcia. A Guadalentín folyó és mellékfolyója, a Rambla Nogalte és Granada (Rambla de Albuñol) kiáradása.[21]
- 1989. szeptember 6. Baleár-szigetek. Kevesebb mint 2 óra alatt négyzetméterenként 188 liter víz hullott Manacorban és 192 Porto Cristóban (Mallorca), ami pusztító következményekkel járt, és összesen 5 halálos áldozatot követelt, hosszú időre megváltoztatva a keleti partvidék partvonalát.[22]
- 1982. október 19-20. és 1997. szeptember 30. Alicante. Két pusztító árvíz volt, amelyek több tucat emberi áldozatot követeltek. Becslések szerint néhány óra alatt közel 300 mm eső esett.
- 1982. október 20. Ribera Alta régió (Valencia tartomány). Egy hidegcsepp miatt a Tous víztározó (Tous gát) összeomlott, és a Júcar elöntötte Ribera Alta egész térségét, nagy károkat okozva, egész falvakat öntött el, az árvíz miatt II. János Pál pápa látogatást tett a szinte teljesen elöntött Alzira városában. A katasztrófa maradványai ma is láthatók a térségben olyan falvakban, mint Gavarda, amely két városközpontra oszlott, az egyiket egy emelet magasságig elöntötte a víz, ami miatt egy közeli domb lejtőin létrehozták a második központot, a régi központban még mindig megmaradt néhány ház, vagy Benegida, amely annyira elpusztult, hogy az egész falut néhány kilométerrel délebbre költöztették, a régi faluból csak az utcák alaprajza és a plébániatemplom maradt meg.[23]
- 1983. augusztus 26. Bilbao.  A Nervión torkolata Bizcaia több részén, különösen Bilbaóban, ahol a víz a Bizcaia város egyes részein elérte az 5 métert. Ez az eset 34 emberi áldozatot és 5 eltűnt személyt követelt.[24]
- 1987 november 3. Valenciai Közösség és Murcia régió. Gandíában és Olivában a csapadékmennyiség meghaladta az 500 l/m²-t, és pusztított Safor térségében. Oliva elérte a 24 óra alatt lezúdult vízmennyiség spanyol rekordját: 817 l/m². A Segura medencében Benielben és Orihuelában a csapadékmennyiség meghaladta a 300 mm-t, és a Segura folyó kiáradt, ami több napig elárasztotta a Vega Baját.[25]
- 1989. szeptember 7. Murcia régió és Alicante tartomány. Több áldozat Bolnuevóban, Mazarrónban. Heves esőzések a Segura-medencében, amelyek több helyen, köztük Orihuelában is áradást okoztak. A károkat 2,3 milliárd pesetára (kb. 14 millió euró) becsülték, és Mazarrónt katasztrófa sújtotta területté nyilvánították.[26]
- 1997. szeptember 30. Alicante és Valencia tartomány déli része. Alicantéban kevesebb mint 6 óra alatt 270 mm eső esett, ami áradást okozott a városban és 4 áldozatot követelt. Valencia tartomány déli részén a heves esőzések, amelyek Mogentében meghaladták a 200 mm-t, a Júcar mellékfolyóinak duzzadását és Algemesíben a Júcar kisebb áradásait okozták.[27][28]
- 2000. október 24. Castellón és Valencia északi része. Október utolsó napjaiban a hosszú ideig tartó "hidegcsepp" három nap alatt több mint 600 l/m² felhalmozódott csapadékot okozott, amely olyan városokat öntött el, mint Palencia, Veo és Mijares, és súlyos áradásokat okozott Onda, Nules, Castellón és La Vall d’Uixó térségében, valamint szinte teljesen elpusztította a María Cristina és a Benitandús víztározókat.[29]
- 2002. március 31. Tenerife. Egy hidegcsepp özönvízszerű esőzést okozott Santa Cruz de Tenerife nagyváros területén, 8 halottat és 12 eltűntet hagyva maga után, valamint 90 millió eurós anyagi kárt okozva.[30]
- 2007. szeptember 21. Almuñécar és Nerja.[31][32]
- 2007. október 3. Alcalá de Guadaíra. A csatornákat eltömítő heves jégeső, a szakadó eső és a 100 kilométer/órás szélvihar a főutcát félelmetes özönvízzel borította el. Két nő meghalt, 18 lakos pedig megsérült.[33]
- 2007 október 12-13. Marina Alta. A lezúduló hideg esőzés egyes helyeken (Parcent, L'Atzúbia, Murla, Vall de Boí) meghaladta a 450 mm-t (kb. 15 óra alatt), és a Girona folyó legnagyobb dokumentált áradását okozta, amely lerombolta a Beniarbeig hidat és elárasztotta a város nagy részét, valamint El Vergerben egy ház összeomlását és egy halálos áldozatot követelt.[34][35]
- 2012. szeptember 28. Murcia régió. a Guadalentín-völgyben a Rambla Nogalte áradása, hét halálos áldozatot, az autópálya hídjának összeomlását Puerto Lumbrerasban, több ezer betemetett állatot, amelyek súlyos egészségügyi problémák veszélye, utak beszakadását és több száz érintett családi ház rongálódását okozta.[36]
- 2018. október 19, 20 és 21. Malaga tartomány. Campillosban 463 mm-t, Ardalesben pedig 452 mm esőt mértek. Alpandeire szintén nagy mennyiségű csapadékot regisztrált. Több mint 40 település infrastruktúrája, állatállománya és terményei károsodtak, és egy tűzoltó meghalt a mentési munkálatok során.[37][38]

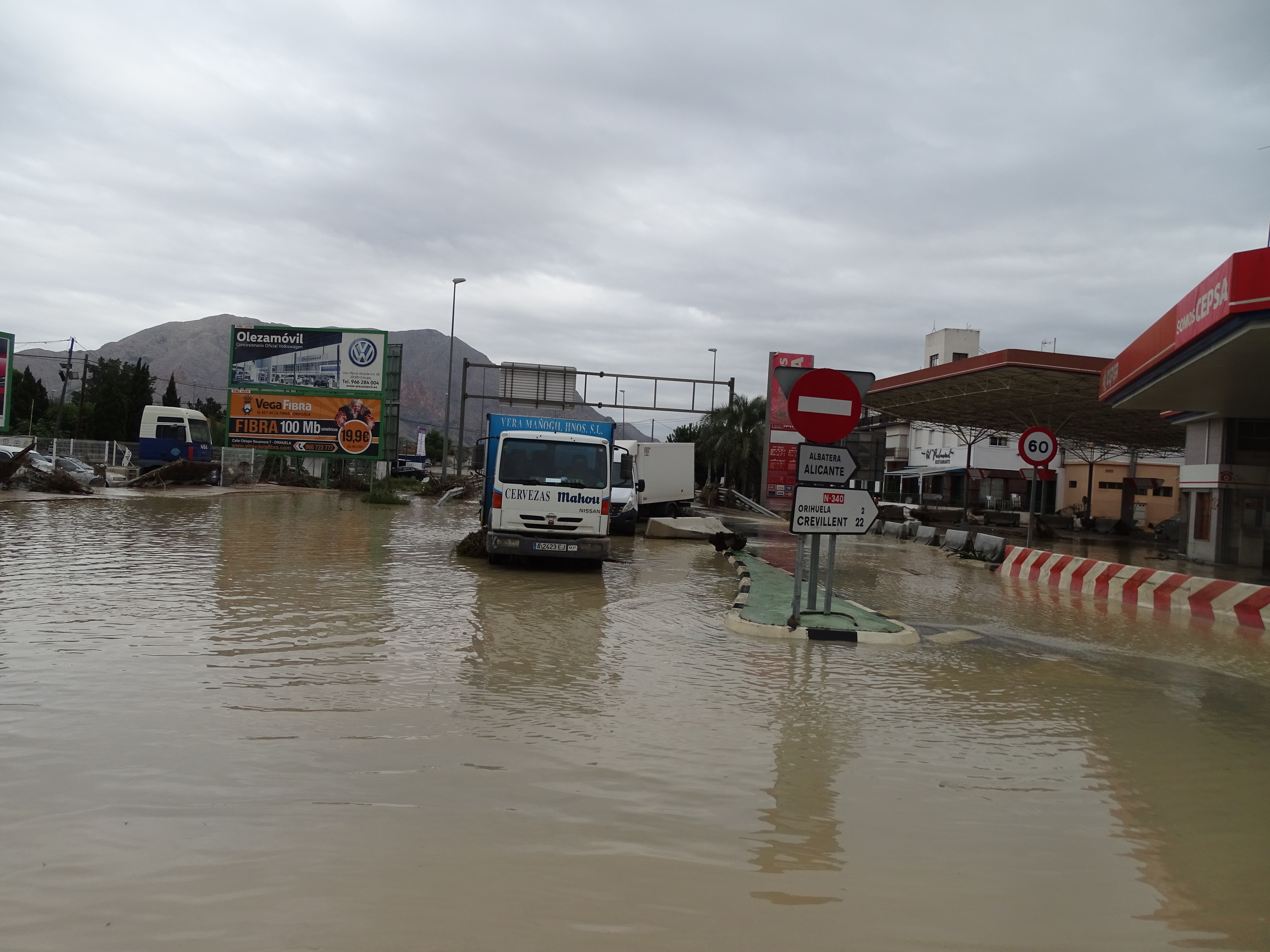
Hidegcsepp Orihuela városában 2019.09.14.

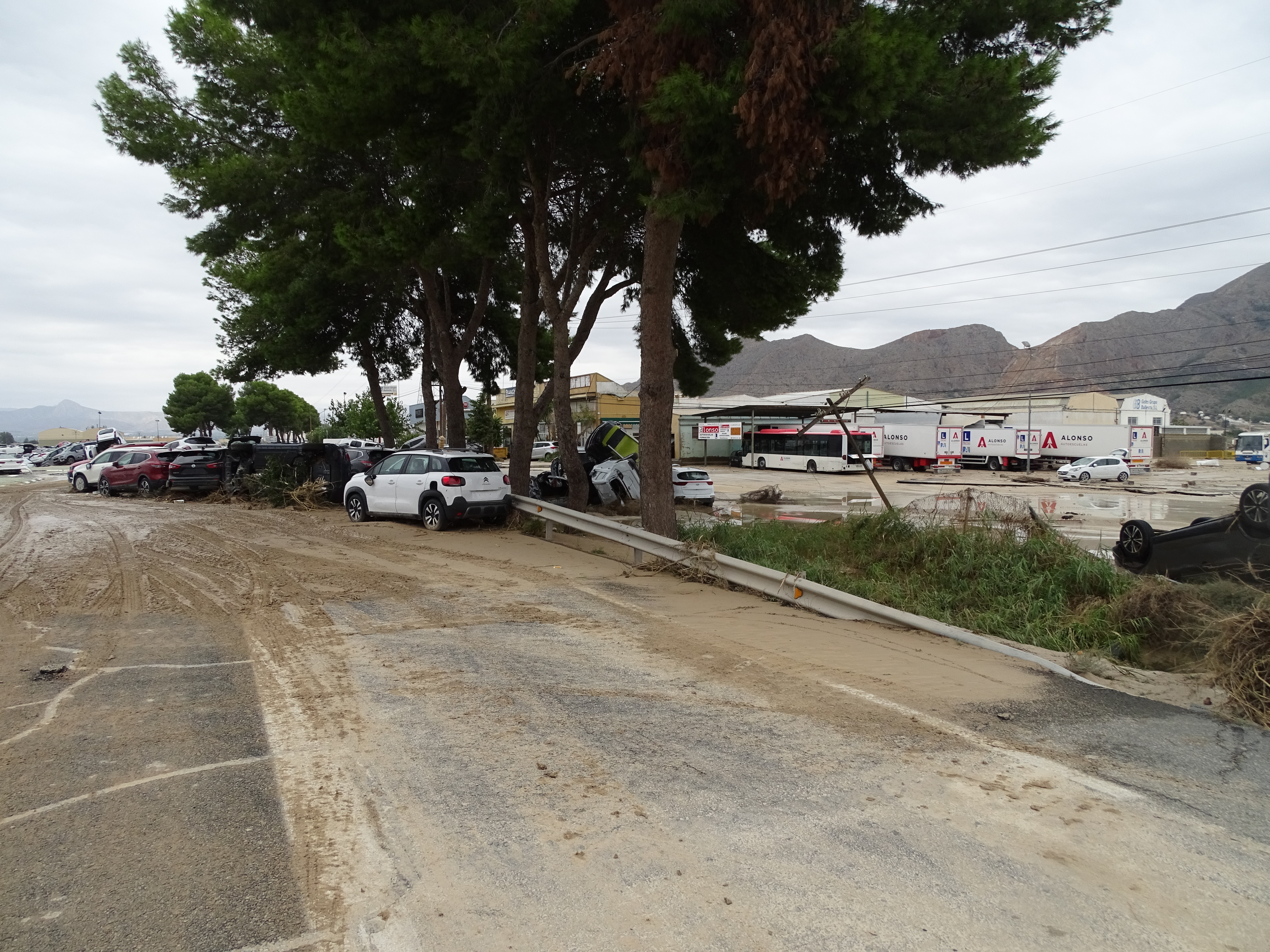
A hidegcsepp pusztítása az N-340-es úton Orihuela közelében 2019.09.14.

- 2019 szeptember 12-14. Valenciai Közösség, Murcia, Albacete és Almeria régió. A 300 mm-t meghaladó csapadék miatt a Clariano folyó kiöntött Onteniente-ben. Albacete-ben az Almansa víztározó túlcsordult. A Segura folyó középső és alsó medencéjében lehullott 200 mm-t meghaladó csapadék miatt a folyó számos ponton kiöntött, Ciezától Murcia városának kerületeiig, bár a legrosszabb helyzet az Alicantei Vega Baja régióban volt, Orihuelában több mint 500 mm-es esőzéssel, számos városi központ és több mint 5000 hektár gyümölcsös áradásával. Hét halálesetet jegyeztek fel: kettőt Caudete-ben (Albacete), egyet Almeríában, egyet Bazában (Granada), kettőt Orihuelában (Alicante) és egyet San Fulgencióban (Alicante).[39] Az esőzések nagysága és kiterjedése Spanyolország különböző településein számos települést érintett, rengeteg kárt okozva. A Biztosítási Kártalanítási Konzorcium szerint  a Gota Fría mintegy 30 000 biztosítottat érintett, a károkat 170-190 millió euróra becsülik.[40][41][42] Ezt az esetet az évszázad viharának nevezték.[43]
- 2019 december 3. Valencia, Alicante és Murcia régió. Valenciában a leginkább érintett település Gandía volt, Murcia tartományban pedig Los Alcázaresben és San Javierben is súlyos áradások voltak.

A hidegcsepp-jelenségnek tulajdonítható a Spanyolországban 1987. november 3-án, 24 óra alatt lehullott legnagyobb csapadékmennyiség rekordja, amely 817 mm volt a valenciai Olivában. Ismert egy másik eset is (amelyet az AEMET nem erősített meg), amely szerint 1957. október 2-án 871 mm eső esett Xábiában (Alicante). A jelenségről térképeket találunk az El Mundo című újságban.

### Dél-Amerika
- 2007. március 26. és április 2. között Chile középső partjainál egy hidegcsepp alakult ki, amely jelentős változásokat okozott a légköri cirkulációban a Déli Kúp felett. Ebben az időszakban trópusi, nedves és instabil levegő áramlott Argentína közép-keleti része felé, és több egymást követő napon keresztül heves esőzéseket okozott a térségben, ami Santa Fe és Entre Ríos déli részén áradásokat okozott.[45]
- 2007. július 8-án, miután az antarktiszi sarkvidéki levegő nagymértékben betört Közép- és Észak-Argentína felé, Chile középső része felett egy elkülönült mélypont kezdett kialakulni. Ahogy a következő napon (július 9-én) a kontinens felé haladt, atipikus havazást okozott Közép-Argentína több településén, köztük Buenos Airesben, ahol 1918 óta nem esett hó. [46] [47]
- 2008. február végén és március elején egy másik, ezúttal a Rio de La Plata és Uruguay fölött kialakult szegregált mélypont, amely Buenos Aires felett egy hosszabb, körülbelül 10 napos rossz időjárási időszakot eredményezett, tartós csapadékkal. Ennek az időszaknak a közepén, március 2-án 2 vízkitörést regisztráltak a Río de La Plata felett, Olivos partjainál. [48]
- 2013. április elején Argentína középső része felett egy jelentős szegregált mélypont alakult ki, amely felelős volt az április 2-án Buenos Aires és La Plata felett mért heves esőzésekért, amelyek mindkét városban jelentős áradásokat okoztak. [49]
- 2014. április elején a Csendes-óceán felett, Chile középső és déli részének partjainál újabb hidegcsepp alakul ki, amely egy hétig párás és instabil légkört eredményezett Argentína középső része felett. 7-én kelet felé haladva heves esőzéseket okozott Észak-Patagónia felett, és 40 éve a legsúlyosabb áradást okozta Neuquén tartományban. [50]

## Fordítás
- Ez a szócikk részben vagy egészben  a   Gota fría című spanyol Wikipédia-szócikk ezen változatának fordításán alapul.  Az eredeti cikk szerkesztőit annak laptörténete sorolja fel. Ez a jelzés csupán a megfogalmazás eredetét és a szerzői jogokat jelzi, nem szolgál a cikkben szereplő információk forrásmegjelöléseként.